# Albert II de Monaco
Pour les articles homonymes, voir Albert, Prince Albert et Albert II.
Albert II de Monaco, né le 14 mars 1958 à Monaco, est le quatorzième et actuel prince souverain de Monaco depuis le 6 avril 2005. Il était auparavant prince héréditaire de Monaco, avec le titre de marquis des Baux, du 14 mars 1958 au 6 avril 2005, pendant le règne de Rainier III.

## Biographie

### Naissance
Albert II est le fils du prince Rainier III de Monaco (1923-2005) et de Grace Kelly (1929-1982), actrice américaine de renommée internationale, égérie du célèbre réalisateur Alfred Hitchcock.
Il est le descendant de la dynastie Grimaldi, alliée en ligne féminine en 1731 à la maison de Goüyon Matignon, puis en 1920, à la maison de Polignac.
Il est le petit-fils agnatique de la princesse Charlotte de Monaco et de Pierre de Polignac.
Du côté maternel, il est également le petit-fils de John Kelly (Sr), triple médaillé d'or d'aviron aux Jeux olympiques d'été de 1920 et de 1924 et le neveu de John Kelly (Jr) médaillé de bronze des Jeux olympiques d'été de 1956.
Il est, à ce jour, le seul souverain à avoir un grand-père et un oncle médaillés à des Jeux olympiques modernes. Il a deux sœurs, la princesse Caroline, née le 23 janvier 1957, et la princesse Stéphanie, née le 1er février 1965. Il a été baptisé le 20 avril 1958 par Jean Delay, archevêque de Marseille, dans la cathédrale de l'Immaculée Conception de Monaco, avant d'être présenté au balcon du palais au peuple de Monaco. Ses parrains sont son oncle le prince Louis de Polignac et la reine Victoire-Eugénie d'Espagne.

### Études

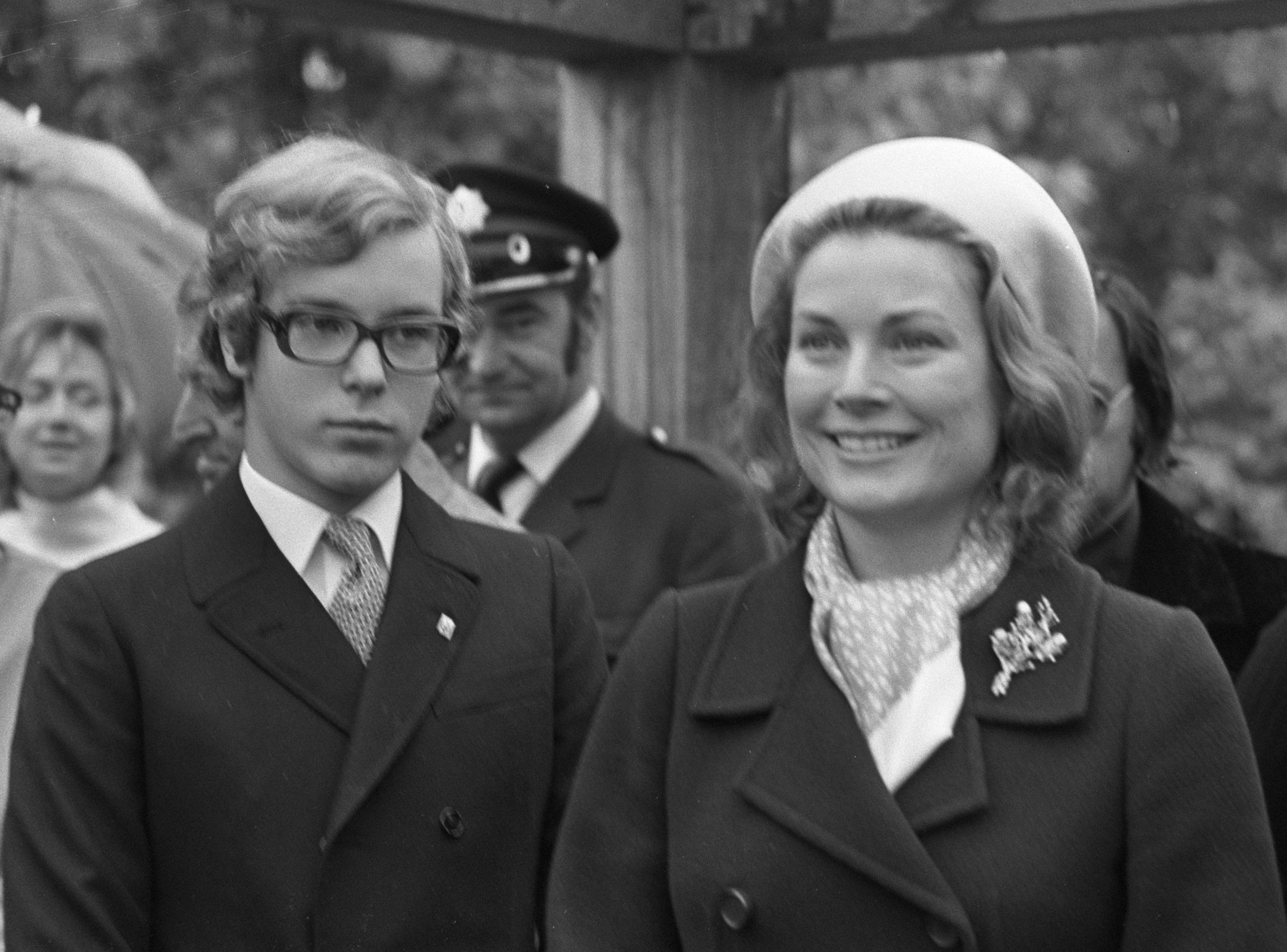
Le prince héréditaire Albert et sa mère Grace Kelly, à la Floriade, 1972.

Albert II obtient son baccalauréat en 1976 au lycée Albert-Ier. Il fait un bref stage à la banque Paribas de Monaco[réf. nécessaire], avant de poursuivre des études en science politique aux États-Unis à l'Amherst College, près de Boston et obtient son diplôme en 1981. Il effectue ensuite une formation militaire comme élève-officier à l'École navale à bord du porte-hélicoptères Jeanne d'Arc, de septembre 1981 à avril 1982. Il en sort avec le grade et l'appellation d'enseigne de vaisseau de 2e classe. Le 11 novembre 1986, il est nommé colonel de la compagnie des Carabiniers du Prince. Le 18 août 1988, il est promu lieutenant de vaisseau puis capitaine de corvette et capitaine de vaisseau de réserve dans le corps des officiers de la Marine française. Il est également parrain de la Patrouille de France depuis 1993.

### Prince héréditaire

#### Fonctions officielles
En 1982, alors qu'il a 24 ans, sa mère Grace Kelly meurt dans un accident de voiture à La Turbie. Il lui succède alors à la présidence de la Croix-Rouge monégasque et est nommé vice-président de la Fondation Princesse-Grace-de-Monaco.
Progressivement, Rainier III confie à Albert, prince héréditaire, une partie des responsabilités et des activités de la principauté. Ainsi le Prince est président de la délégation monégasque à l'Assemblée générale des Nations unies, depuis le 28 mai 1993. Le 5 octobre 2004, c'est encore lui qui conduit la délégation de Monaco à Strasbourg pour la cérémonie officielle d'adhésion de la principauté au Conseil de l'Europe, comme 46e État membre de cette organisation.

#### Régence
Le 31 mars 2005, à la suite de l'aggravation de l'état de santé de son père, placé en réanimation au centre cardio-thoracique de Monaco, il devient « régent de Monaco ». Il assure la régence jusqu'au décès de Rainier III, survenu le 6 avril 2005.

### Prince souverain

#### Accession au trône
Albert devient le quatorzième prince souverain le 6 avril 2005. Depuis son accession au trône, Albert II s'est consacré à son rôle de chef d'État. Il continue à vouloir imposer un rayonnement de Monaco au-delà des frontières de ce pays (souverain depuis 1297) notamment dans le domaine du développement durable qui lui tient à cœur. Dès sa première année de règne, il a effectué des visites de courtoisie en France, en Italie, au Vatican et il est intervenu devant l'Assemblée générale des Nations unies. La première nomination au sein de son cabinet est Georges Lisimachio.

#### Années 2010
En 2008, il a apporté son soutien au projet de Nicolas Sarkozy d'Union pour la Méditerranée. Il a continué à accomplir de nombreux voyages à travers le monde sur les cinq continents où il est reçu par les principaux chefs d'État et responsables économiques de ces pays.
Homme politique, diplomate, Albert II veut développer l'État de Monaco, son tourisme, son industrie et son secteur immobilier florissant. Il entend surtout rompre avec l'image de paradis fiscal qui colle au Rocher.[réf. nécessaire]

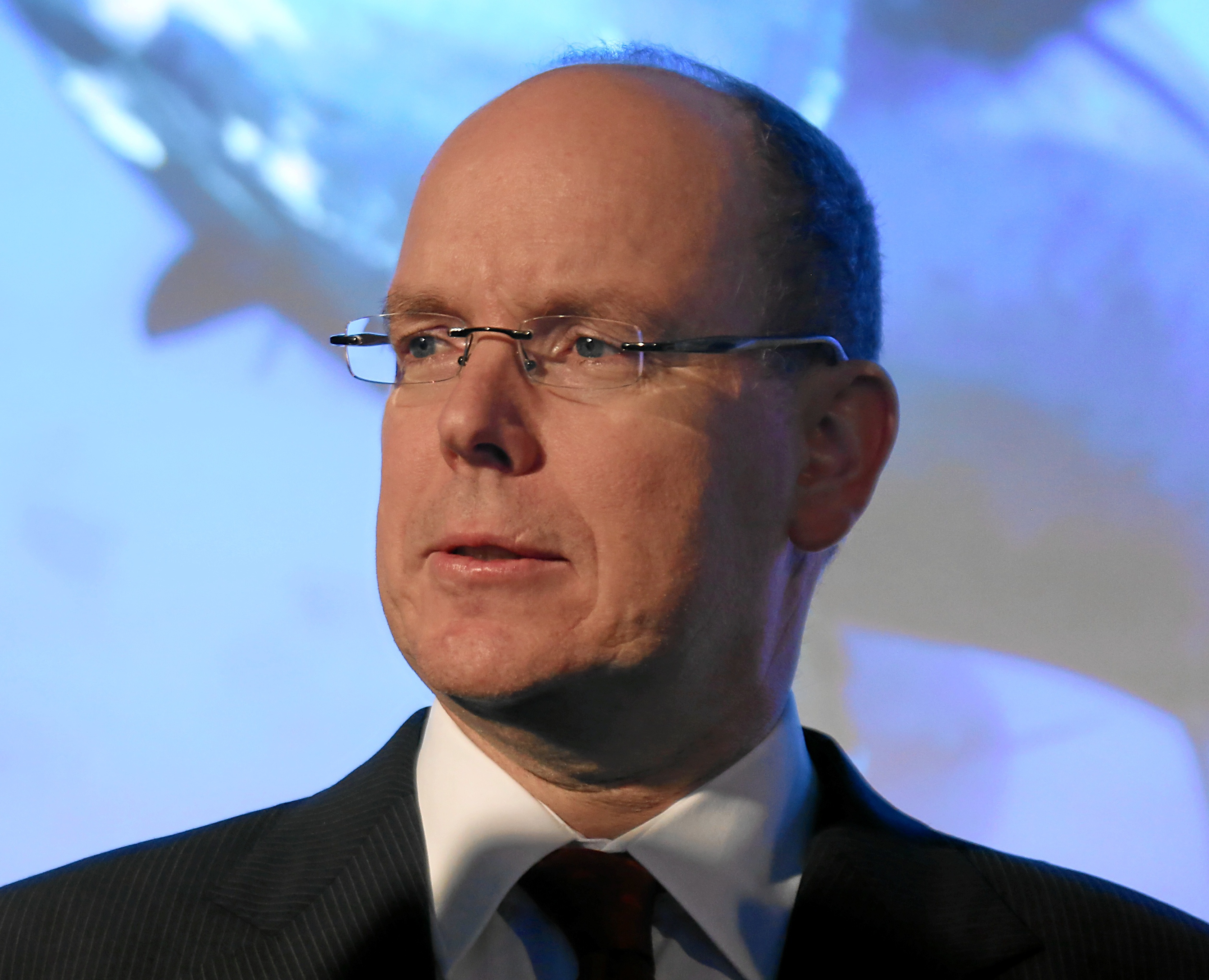
au Forum économique mondial en 2013.

Soucieux du développement de la principauté, le prince Albert a annoncé, en mars 2013, un grand projet d'extension vers la mer à l'est de Monaco. Ce projet, baptisé projet du Portier, d'une superficie de 5 à 6 hectares devrait engendrer une nouvelle dynamique et visibilité tout en générant de nouveaux revenus pour Monaco. Le prince Albert, également préoccupé par l'écologie et le développement durable, a souhaité que les nouvelles constructions soient à taille humaine, laissent place à de nombreux espaces verts et ne perturbent que très peu les fonds marins.

#### Années 2020
Le prince Albert II fête son 62e anniversaire le 14 mars 2020, et ses 15 ans de règne le 6 avril 2020. En 2018, sur le plateau de Public Sénat, il évoquait une possible abdication d'ici « quelques années » s'il ne se sentait « plus capable d'assumer physiquement ses fonctions ».
En 2022, Georges Lisimachio, son chef de cabinet prend sa retraite après 17 ans au Palais.
En 2023, Le prince Albert II limoge brutalement son chef de cabinet Laurent Anselmi ainsi que son comptable Claude Palmero après un revirement de position inexpliqué dans le scandale médiatique des Dossiers du Rocher. Claude Palmero entendu à plusieurs reprises sous le régime de la garde à vue fait des révélations sur les pratiques de Son Altesse Sérénissime.

## Activités

### Défense de l'environnement

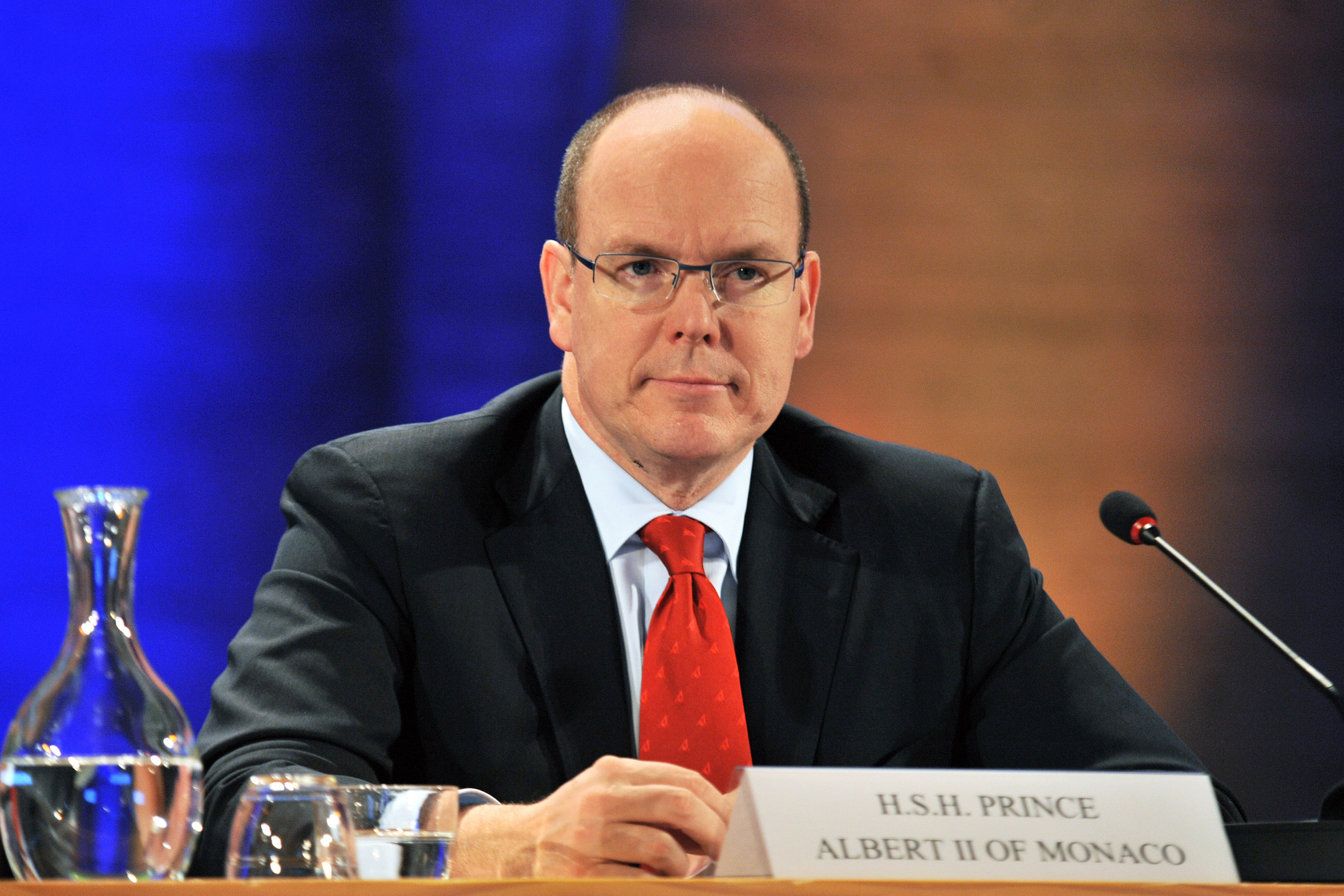
Le prince à la cinquième conférence des océans, UNESCO, Paris, 2010.

En avril 2006, Albert II dirige une expédition en traîneau au pôle Nord afin d'alerter l'opinion publique sur le réchauffement climatique. Le prince devient alors le premier chef d'État en exercice à atteindre ce pôle. Un siècle auparavant, son trisaïeul Albert Ier avait, sans succès, fait la même tentative. En juin 2006, il décide de créer sa propre fondation, la Fondation Prince-Albert-II-de-Monaco, vouée à la protection de l'environnement et au développement durable. Les changements climatiques, la biodiversité et l'eau sont les trois axes d'action principaux de cette fondation. Le 14 janvier 2009, Albert II s'est rendu au pôle Sud en compagnie de l'aventurier-explorateur sud-africain Mike Horn. Il devient ainsi le premier monarque à s'être rendu aux deux pôles[réf. nécessaire].
Il est membre du comité de soutien de l'Organisation mondiale de protection de la nature (WWF-France), président du comité d'organisation du Festival international de télévision de Monte-Carlo et président d'honneur de l'Association Monaco Aide et Présence, de la Jeune Chambre économique de Monaco, de l'Association des Amis de l'opéra de Monte-Carlo et du Comité national monégasque de l'Association internationale des arts plastiques de l'Unesco, membre des plus prestigieux réseaux sociaux Amis de l'Europe, Policy Network, Yoctocosmos (il en est l'un des propriétaires)[réf. nécessaire] et du World Economic Forum.

### Sports

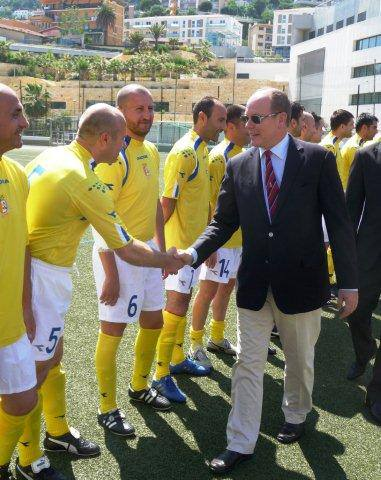
Albert II au stade Cap-d'Ail.

Sportif à titre individuel, Albert II pratique l'athlétisme, le football, le tennis, le judo, l'aviron, la voile, le ski, le squash, la natation, le bobsleigh, et le pentathlon moderne.[réf. nécessaire] Il participe en tant qu'athlète monégasque aux Jeux olympiques d'hiver de 1988, de 1992, de 1994, de 1998 et de 2002 en bobsleigh, ainsi qu'au rallye Paris-Dakar en 1985 et 1986. Il a créé la Fédération monégasque de bobsleigh, luge et skeleton dont il est le président.
Albert II est membre du Comité international olympique (CIO) depuis 1985 et président de la Fédération monégasque de natation depuis 1983, du Yacht Club de Monaco depuis 1984, de la Fédération monégasque d'athlétisme depuis 1984, du Comité olympique monégasque depuis 1994 et de la Fédération monégasque de pentathlon moderne depuis 1999. Il est de surcroît membre de l'Honorary Board du Comité international paralympique.
Il dirige également Peace and Sport, une organisation pour la paix et le sport basée en principauté de Monaco qui utilise le sport comme instrument de paix et de stabilité sociale en intervenant dans les zones post-conflictuelles, d'extrême pauvreté ou en rupture de cohésion sociale.
Le 26 juillet 2012, il vend 38 voitures anciennes aux enchères, dont plusieurs provenaient du musée monégasque consacré aux automobiles, pour un montant total de 1,18 million d'euros,.
À l'occasion de la cérémonie d'inauguration du 75e congrès de l'Association internationale de la presse sportive (AIPS), qui s'est déroulée à Innsbruck en marge des premiers Jeux olympiques d'hiver de la jeunesse, le prince Albert II a reçu en janvier 2012 un Power of Sport Award. La distinction marque son « engagement exceptionnel à mettre le sport au service de la Paix dans le monde ».
Il est supporter de l'AS Monaco et de la Roca team.

### Domaine des sciences et techniques
Albert II est un soutien de l'Institut de paléontologie humaine (IPH), fondation de recherche consacrée à l'étude de la préhistoire et de la paléontologie humaine, créée en 1910 par son trisaïeul Albert Ier. Il apporte ainsi son concours et son intérêt aux diverses recherches effectuées et s'est rendu à plusieurs reprises sur les terrains de fouille (Chine, Corée, Géorgie, Éthiopie, Cantabrie) accompagné du professeur Henry de Lumley, directeur de l'IPH.
Le prince, radioamateur, a eu à titre honorifique en tant que président d'honneur de l'Association des radioamateurs de Monaco l'indicatif d'appel 3A0AG, qu'il n'a toutefois jamais utilisé ni autorisé un autre radioamateur licencié à utiliser. Cet indicatif ne figure d'ailleurs pas dans la liste officielle des radioamateurs de Monaco bien que figurant sur divers sites.
En juin 2008, lors d'une cérémonie à Monte-Carlo en présence d'Albert II, le navire d'exploration polaire et de croisière Silver Explorer a été rebaptisé Prince Albert II. Il a conservé ce nom jusqu'en 2011.
Depuis 2014, il est président d'honneur de l'Organisation européenne pour la recherche et le traitement du cancer qui gère une banque de données des cancers en Europe.

### Arts et culture
Le prince Albert est passionné de peinture, sculpture et photographie. Il possède une collection prestigieuse, héritée ou constituée au fil des ans, dont il prête régulièrement les plus belles pièces pour des expositions. Ses thèmes de prédilection sont : Monaco et la Côte d'Azur, la peinture flamande des XVIIe et XVIIIe siècles, la période 1860-1930, « l'école de Nice ». Il pratique un mécénat actif, soutenant les ateliers d'artistes (espaces mis à disposition d'artistes à Monaco) et a été déterminant dans le développement du Nouveau musée national de Monaco.[réf. nécessaire] Il est également intéressé par la philatélie et très attentif au développement de sa collection numismatique.

## Fortune
En 2012, le magazine français Challenges indique une fortune personnelle à 1 milliard d'euros, issu de l'immobilier et du casino, et le classe ainsi en dixième position parmi les souverains (alors au pouvoir) « les plus riches du monde ». En 2024, on estime qu'il possède une fortune s'élevant à deux milliards d'euros, dont 258 millions seraient logés dans des paradis fiscaux selon Claude Palmero, l'ancien gestionnaire de fortune du prince et de la principauté. Cet argent serait détenu dans des paradis fiscaux (au Panama et aux îles Vierges britanniques) non pour des raisons fiscales, la famille princière étant peu ou pas taxée à domicile, mais plutôt par discrétion, une partie de ses revenus provenant du rendement locatif .

## Dynastie et succession

### Mariage et descendance
Depuis toujours, la vie privée des têtes couronnées, et particulièrement celle de Monaco, est scrutée par la presse mondaine et internationale. Longtemps, le prince Albert a réussi à être discret et à ne pas faire l'objet de la curiosité des médias en refusant tous les entretiens. Mais, dès le milieu des années 1990, il devient, à son tour, une personnalité surexposée et les journaux traquent ses nombreuses conquêtes féminines. Ainsi selon cette presse, il aurait noué des relations intimes avec Brooke Shields, Claudia Schiffer, Naomi Campbell ou encore Victoria Silvstedt.
Le prince Albert a eu deux enfants nés hors mariage et non légitimés judiciairement, donc non dynastes : Jazmin Grace Grimaldi, née en 1992 à Palm Springs (Californie) aux États-Unis, d'une relation pendant l'été 1991 avec Tamara Rotolo, jeune femme américaine en vacances sur la Côte d'Azur, et Alexandre Grimaldi né le 24 août 2003 à Paris d'une relation avec Nicole Coste, hôtesse de l'air d'origine togolaise, et reconnu par ses parents auprès de la justice française.
En 2007, pour la première fois, le prince aborde sa vie privée dans un documentaire, Albert II, le prince méconnu. Dans ce film de 52 minutes, il aborde un grand nombre de sujets : les rumeurs sur son homosexualité supposée à l'époque, les accusations de blanchiment d'argent à Monaco, le mauvais caractère de son père, le souvenir de sa mère Grace Kelly, etc..
Le 23 juin 2010, par un communiqué officiel, Albert II annonce ses fiançailles avec Charlene Wittstock, une nageuse sud-africaine avec qui il entretient une relation depuis 2006. Le mariage civil a lieu le 1er juillet 2011, le mariage religieux le lendemain.
Le 30 mai 2014, le palais annonce officiellement la grossesse de la princesse Charlène et en octobre, il est précisé la naissance de jumeaux pour la fin de l'année. Le 10 décembre naissent une fille et un garçon, portant le prédicat d'altesse sérénissime :
- la princesse Gabriella de Monaco, née le 10 décembre 2014, comtesse de Carladès,
- le prince Jacques de Monaco, né le 10 décembre 2014, marquis des Baux. Prince héréditaire, il est appelé à succéder à Albert II sur le trône.

### Entourage familial

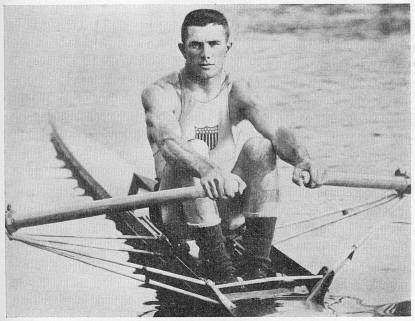
John Kelly, Sr. (1889-1960), grand-père maternel d'Albert II de Monaco.
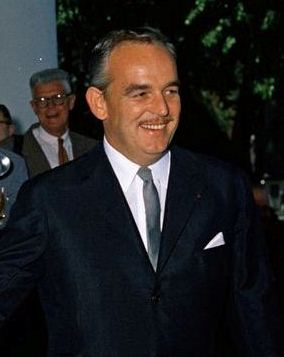
Rainier III (1923-2005), père d'Albert II de Monaco.
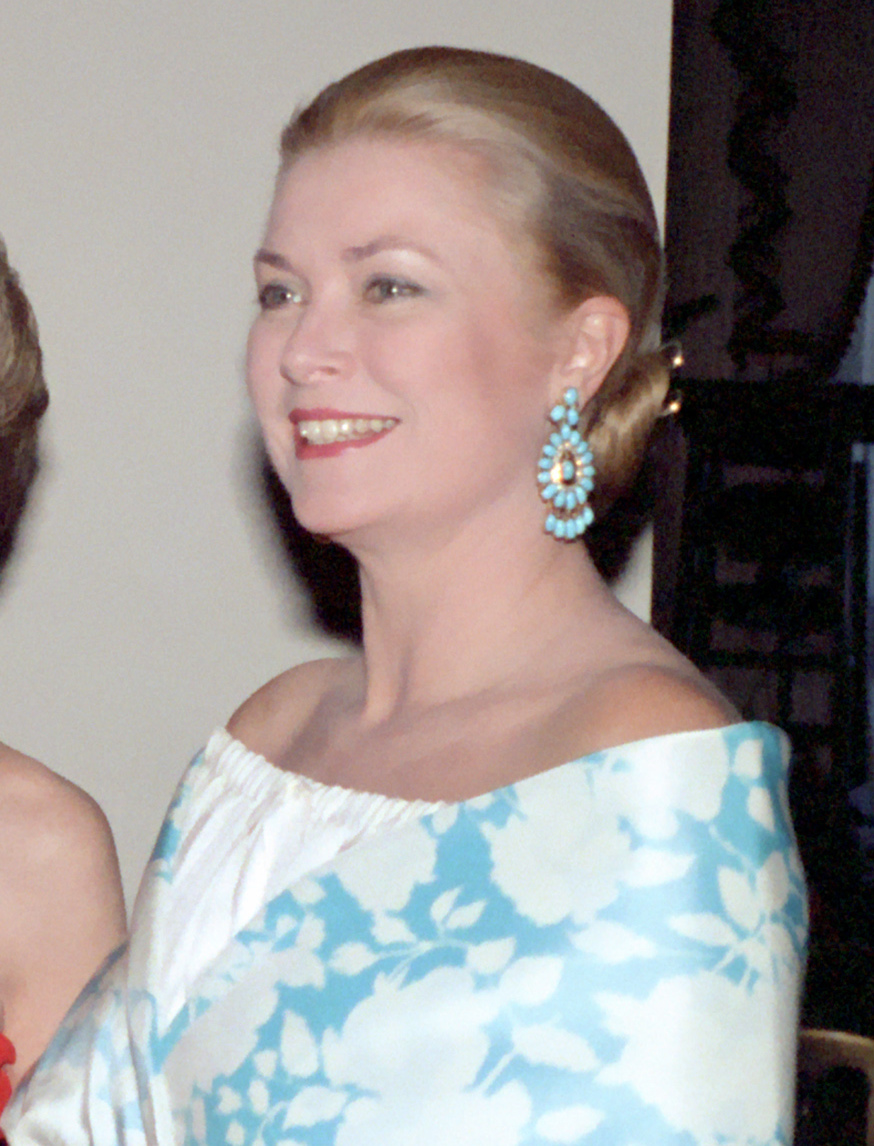
Grace Kelly (1929-1982), mère d'Albert II de Monaco.
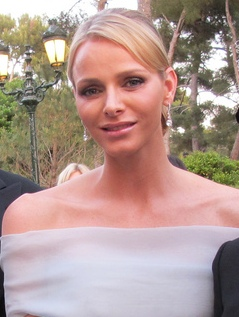
Charlene Wittstock (née en 1978), épouse d'Albert II de Monaco.

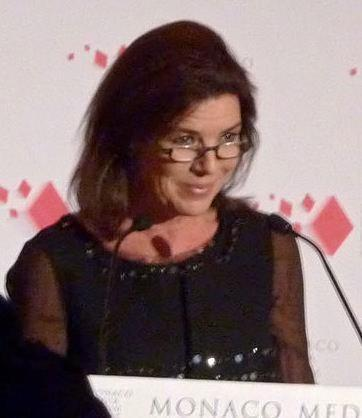
La princesse Caroline (née en 1957), princesse consort de Hanovre, sœur d'Albert II de Monaco.
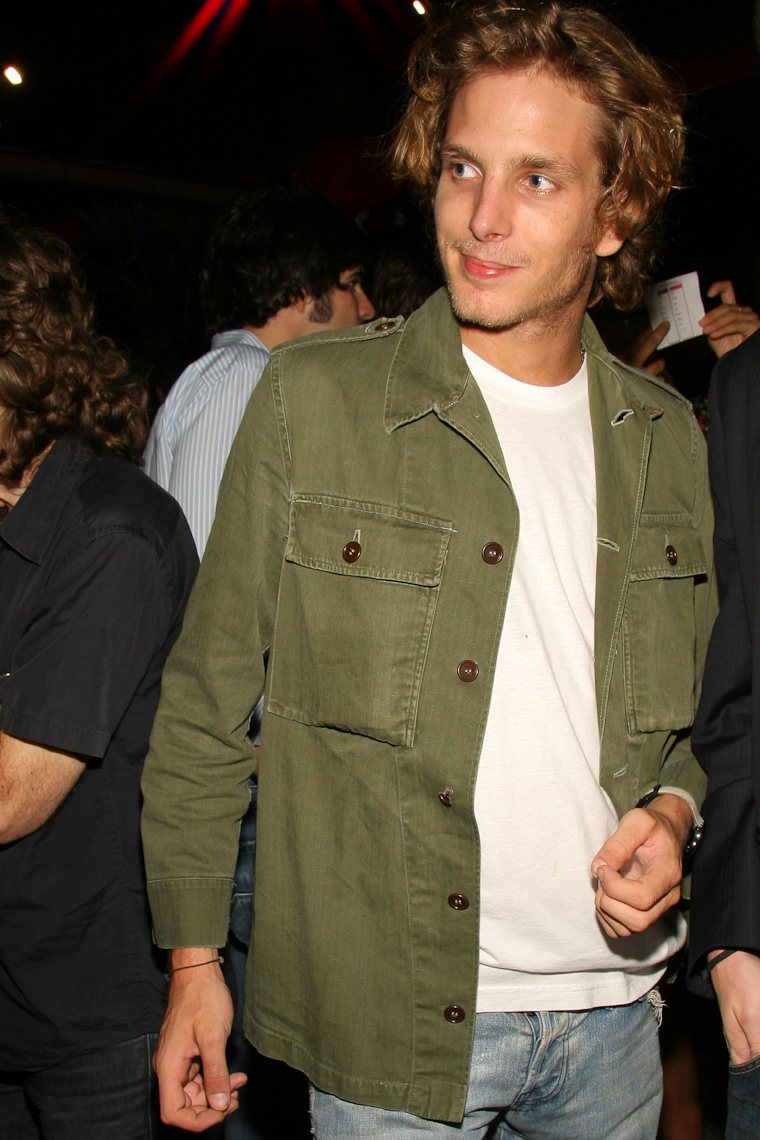
Andrea Casiraghi (né en 1984), neveu d'Albert II de Monaco.
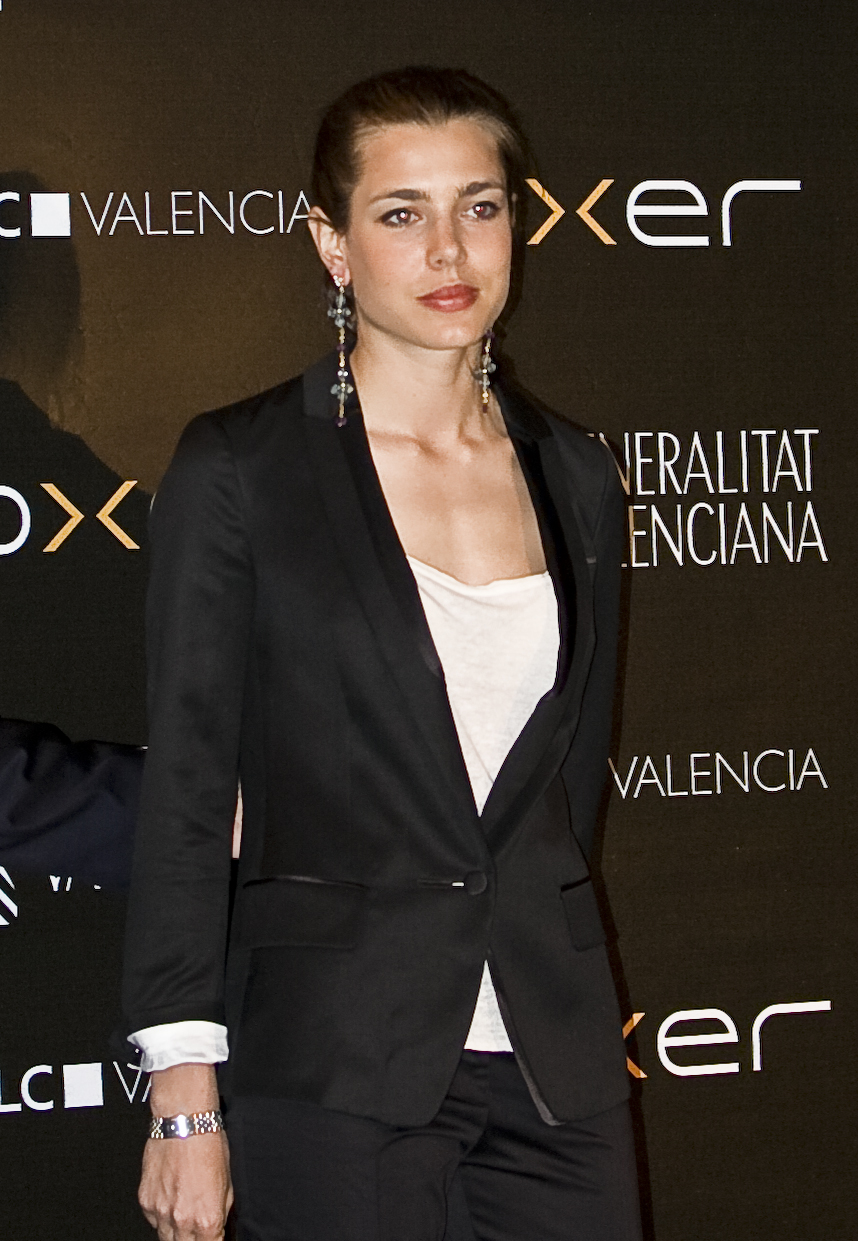
Charlotte Casiraghi (née en 1986), nièce d'Albert II de Monaco.
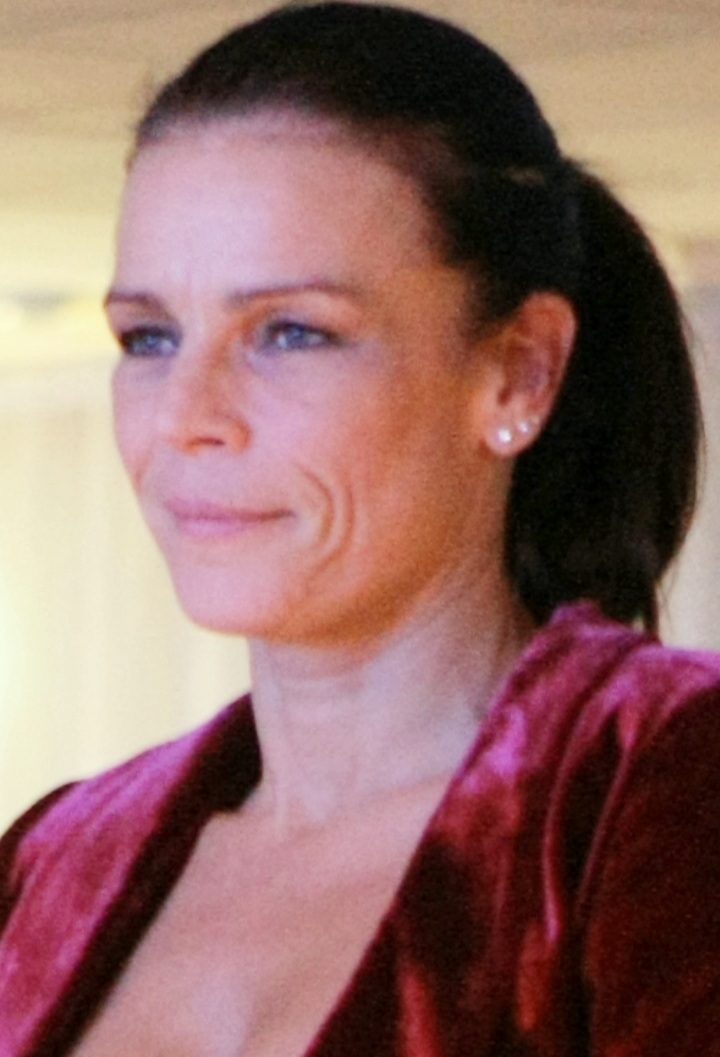
La princesse Stéphanie (née en 1965), sœur d'Albert II de Monaco.

### Querelle dynastique
Louis II, arrière-grand-père d'Albert II, n'ayant pas de descendant légitime, le problème de sa succession au trône de Monaco fut posé.
Son successeur légitime était Guillaume de Wurtemberg-Urach (également connu sous le nom de règne éphémère de Mindaugas II de Lituanie), fils de Frédéric de Wurtemberg-Urach, 1er duc d'Urach (1810-1869) et de Florestine de Monaco (1833-1897).
Comprenant que la France n'acceptera jamais qu'un Allemand monte sur le trône de Monaco, Guillaume de Wurtemberg renonce à ses droits de succession à ce trône le 4 octobre 1924. Toutefois, le prince Albert Ier, sur le conseil du Parlement monégasque et avec l'accord des autorités françaises (dans le cadre du protectorat), était libre de modifier officiellement, et valablement, les règles de succession au trône monégasque (y inscrivant le droit de succession par adoption), comme son arrière-petit-fils Rainier III le fera par la suite lui aussi, et de ce fait, entraînant toute revendication, même officielle, d'un membre éloigné de la famille Grimaldi, comme irrecevable.
Une réconciliation informelle a eu lieu en juin 2015 entre Albert II et son lointain cousin Xavier de Caumont La Force (dont le grand-père Aynard Guigues de Moreton de Chabrillan fut longtemps prétendant au trône de Monaco). À cette occasion, le prince Albert a séjourné au château de Xavier de Caumont La Force, à Fontaine-Française (Côte-d'Or), en Bourgogne.

### Ascendance détaillée

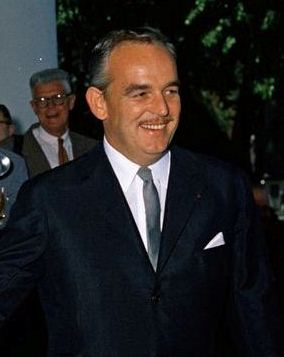
Rainier III.

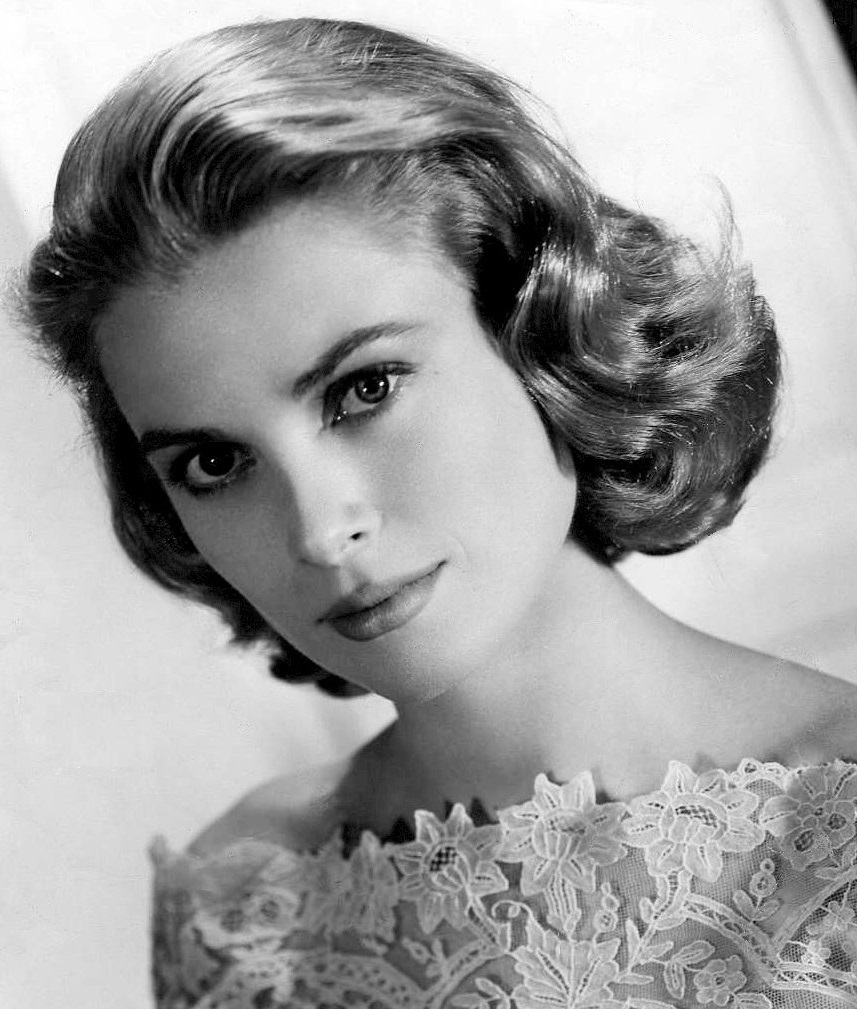
Grace Kelly.

Albert II descend de la branche Polignac de la maison Grimaldi.
- Ses parents sont :
  - Rainier III (de son nom de naissance Rainier Louis Henri Maxence Bertrand Grimaldi ; né le 31 mai 1923 à Monaco et mort le 6 avril 2005 à Monaco) est le prince de Monaco de 1949 à 2005.
  - Grace Kelly (de son nom de naissance Grace Patricia Kelly ; née le 12 novembre 1929 à Philadelphie et morte le 14 septembre 1982 à Monaco) est une actrice américaine.
- Parmi ses ancêtres figurent également :
  - John Kelly (de son nom de naissance John Brendan Kelly Sr. ; né le 4 octobre 1889 à Philadelphie et mort le 20 juin 1960 à Philadelphie) est un rameur américain médaillé d'or aux Jeux olympiques.
  - Gabrielle de Polignac (de son nom complet Yolande Martine Gabrielle de Polastron ; née le 8 septembre 1749 à Paris et morte le 5 décembre 1793 à Vienne) est une aristocrate française, proche amie de Marie-Antoinette.
  - Jacques II (de son nom de naissance Seumas II ; né le 16 octobre 1430 à Édimbourg et mort le 3 août 1460 à Roxburgh) est le roi d'Écosse de 1437 à 1460.

## Controverses

### Robert Erlinger
En 2023, Heidi.news indique que l'agence suisse Alp Services a contribué pour le compte du prince Albert II de Monaco à « salir Robert Eringer, l’ancien chef des services de sécurité de la principauté qui, licencié brutalement, menace de révéler des secrets compromettants sur son altesse ».
Cette opération « Kazou » invente une experte en psychologie pour détruire la réputation de Robert Eringer, elle aura été facturée 1,5 million de francs par l'entreprise Alp Services.

### Dossiers du Rocher
Des perquisitions sont effectuées à la mi-juillet 2023 chez quatre personnalités réputées proches du prince et de son père, dans une affaire d'un possible scandale immobilier : des « archives sensibles » pouvant éclabousser la famille princière sont saisies.
À la suite de ces événements, Albert II procède à de nombreux limogeages dans son entourage après avoir renouvelé sa confiance à ces personnes dans un premier temps. Cette volte-face autoritaire inquiète l'avocat et ancien bâtonnier de Paris Pierre-Olivier Sur quant à l'État de droit dans la Principauté et suscite des interrogations quant à une mise sous influence. Dans l'entourage immédiat du souverain, son ami d'enfance et avocat Thierry Lacoste, se déclare « effaré par ce naufrage ».
Début 2024, Le Monde publie une longue enquête sur les coulisses financières de la Principauté, révélant une gestion opaque du budget de la famille princière, un usage de fonds secrets à des fins d'espionnage et une corruption rampante notamment sur le marché de l'immobilier.
Fin 2024, après avoir nommé Salim Zeghdar comme administrateur de ses biens et fait remplacer la directrice des services judiciaires Sylvie Petit-Leclerc par l'ancien procureur de la République de Toulouse Samuel Vuelta Simon, le Prince Albert II annonce la création d'un parquet financier similaire au système français afin de lutter contre la fraude et la délinquance économique.

## Titulature

Étendard personnel d'Albert II.

### Titulature officielle
Le prince Albert II, prince souverain de Monaco, a été désigné comme suit :
- 14 mars 1958 – 16 mars 1958 : Son Altesse Sérénissime le prince héréditaire de Monaco (naissance) ;
- 16 mars 1958 – 6 avril 2005 : Son Altesse Sérénissime le prince héréditaire de Monaco, marquis des Baux[43] ;
- 31 mars 2005 – 6 avril 2005 : Son Altesse Sérénissime le prince régent de Monaco[44] ;
- depuis le 6 avril 2005 : Son Altesse Sérénissime le prince souverain de Monaco.

### Autres titres officiels
- Prince de Château-Porcien
- duc de Valentinois
- duc de Mazarin
- duc de Mayenne
- marquis des Baux
- marquis de Chilly-Mazarin
- marquis de Guiscard
- comte de Carladès
- comte de Ferrette, de Belfort, de Thann et de Rosemont
- comte de Torigni
- comte de Longjumeau
- comte de Clèdes
- baron de Calvinet
- baron du Buis[45]
- baron de La Luthumière
- baron de Hambye
- baron de Massy
- baron d'Altkirch
- baron de Moyon
- baron de Saint-Lô
- seigneur de Saint-Rémy
- seigneur d'Issenheim
- seigneur de Roquebrune-Cap-Martin
- sire de Matignon

## Armoiries
| Blason | Blasonnement : Fuselé d'argent et de gueules. |

## Apparence physique
Depuis ses premières apparitions officielles, le prince privilégie des costumes dans des teintes sombres — bleu nuit, noir, gris — et opte pour un style sobre. Les variations les plus notables de son apparence résident dans le choix de ses cravates et nœuds papillons, qu'il alterne selon les occasions, préférant arborer des motifs unis en tons pastel ou parfois plus colorés. Son émancipation stylistique est, en effet, limitée, puisqu'en tant que prince, il est naturellement contraint par les exigences protocolaires. Dans les années 1990, le prince affiche une silhouette athlétique et une chevelure blonde (ou châtains clairs) et abondante. Cependant, dès 1995, une alopécie progressive transforme sensiblement l'aspect de son visage et le prince coupe à partir de ce moment ses cheveux très court. Il adopte par ailleurs progressivement des lunettes, généralement sans montures ou avec des montures fines, renforçant ainsi une apparence « classique ». Sa silhouette, quant à elle, s'est arrondie au fil des ans. Il se montre, en outre, habituellement souriant dans ses apparitions publiques aux côtés de sa famille,.
En 2017, Albert II porte une moustache, une décision qui suscite de nombreuses remarques et interrogations. Ses prémices sont d'abord remarqués lors de sa première apparition publique au traditionnel pique-nique des Monégasques, et au fil des semaines, la moustache devient plus prononcée, alors que le prince reprend ses engagements officiels après quelques jours de vacances,. Ce choix n'est pourtant pas marqué officiellement par une volonté de changement personnel, mais s'inscrit dans un hommage rendu à la Compagnie des Carabiniers du Prince, à l'occasion de son bicentenaire. À travers les siècles, la moustache a en effet souvent fait partie de l'apparence des carabiniers, comme en témoignent les photographies du début du XXe siècle où elle semblait « pratiquement faire partie de l'uniforme ». Cette tradition de moustache remonte également aux anciens princes de Monaco, comme le prince Albert Ier, le prince Louis II, et le prince Rainier III, tous moustachus, perpétuant ainsi une coutume qui remonte à Charles III, qui, lui, portait la barbe,.

## Distinctions et décorations

### Diplômes et prix
- Lauréat du prix Claude-Foussier de l'Académie des sports (1986), pour ses actions dans le sport, la protection de la nature et la qualité de vie
- Grand prix humanitaire de France (6 mars 2007)
- Médaille Teddy Roosevelt de l'International Conservation Caucus Foundation (20 octobre 2009)
- Lauréat du prix Roger-Revelle de l'université de Californie (San Diego) (23 octobre 2009)
- Docteur honoris causa de l'université Nice-Sophia-Antipolis, le 5 novembre 2009
- Docteur honoris causa de l'université Aix-Marseille-III, le 29 mars 2011[51]
- Membre du Corps de la noblesse de la principauté des Asturies, le 29 novembre 2012[52]
- Docteur honoris causa de l'université de Gênes, le 24 octobre 2014
- Docteur honoris causa de l'université d'Édimbourg, le 27 juin 2016
- Docteur honoris causa de l'université Pierre-et-Marie-Curie, le 21 mars 2017
- Docteur honoris causa en sciences humaines de l'université Thomas Jefferson, le 9 mai 2018[53]
- Docteur honoris causa en sciences et techniques de la navigation de l'université de Naples - Parthénope, le 16 mai 2018[54]
- Docteur honoris causa de l'université de Laponie, le 16 mars 2019[55]

### Décorations monégasques
- Grand maître et grand-croix de l’ordre de Grimaldi (18 avril 1958)
- Grand maître et grand-croix de l’ordre de Saint-Charles (13 mars 1979)[56]
- Grand maître et grand-croix de l’ordre de la Couronne
- Grand maître de l'ordre du Mérite culturel de Monaco

### Décorations étrangères
- Grand cordon de l'ordre du drapeau (Albanie)
- Grand-croix, classe spéciale, de l'ordre du Mérite de la République fédérale (Allemagne)
- Grand-croix de l'Ordre des Montagnes Balkaniques (Bulgarie)
- Grand officier de l'ordre national du Burkina Faso[57]
- Grand-croix de l'ordre du Roi Tomislav[57] (Croatie)
- Grand-croix de la Légion d'honneur (France)[58]
- Grand-croix de l'ordre national du Mérite (France)
- Commandeur de l'ordre des Palmes académiques[57] (France)
- Commandeur de l'ordre du Mérite agricole[59] (France)
- Commandeur de l'ordre du Mérite maritime (France)[60]
- Médaille d'honneur des marins (France)[61]
- Médaille de la Société d'Encouragement au Progrès (France; Grande médaille d'or en 2024)
- Chevalier grand-croix au grand cordon de l'ordre du Mérite de la République italienne[62] (Italie)
- Grand-croix de l'ordre royal des Saints-Maurice-et-Lazare (Italie)
- Chevalier grand-croix de l'ordre sacré et militaire constantinien de Saint-Georges (Italie)
- Grand collier de l’ordre suprême du Chrysanthème (Japon)
- Grand cordon de l'ordre suprême de la Renaissance (Jordanie)
- Grand cordon de l'ordre du Mérite du Liban, classe spéciale (Liban)
- Grand-croix avec collier de l'ordre de Vytautas le Grand[63] (Lituanie)
- Chevalier grand commandeur de l'ordre du Défenseur du Royaume (Malaisie)
- Grand-croix de l'ordre national du Mali[57]
- Grand-croix de l'ordre national du Niger
- Grand-croix pro Merito Melitensi[64] (OSM)
- Chevalier grand-croix d'honneur de l'ordre souverain de Malte[65] (OSM)
- Grand-croix de l'ordre de Vasco Núñez de Balboa (Panama)
- Médaille du roi Willem-Alexander (Pays-Bas)
- Grand-croix de l'ordre du Soleil (Pérou)
- Grand-croix de l'ordre du Mérite de la république de Pologne[66]
- Grand-croix d'or de l'ordre de Juan Mora Fernández (Porto Rico)
- Grand collier de l'ordre de l'Infant Dom Henri (Portugal)[67]
- Collier de l'ordre de l'Étoile de Roumanie[68]
- Grand cordon de l'ordre de la République serbe (en) (Serbie)
- Grand-croix de l'ordre de la Double Croix Blanche (Slovaquie)
- Médaille de l'ordre des mérites exceptionnels (en) (Slovaquie)
- Grand-croix de l’ordre national du Lion[69] (Sénégal)
- Grand-croix de l'ordre de Sainte Agatha (en) (Saint-Marin)
- Grand-croix de l'ordre national du Mérite[70] (Saint-Marin)
- Grand collier de l'ordre de José Simeón Cañas (Salvador)
- Médaille du roi Charles XVI Gustave (Suède)
- Grand cordon de l'ordre du 7-Novembre (Tunisie)[71]
- Grand-croix de l'ordre équestre du Saint-Sépulcre de Jérusalem (Vatican)

### Divers
- Grand officier du Mérite international du sang (12 mars 1994)
- Sòci dou Felibrige (membre associé du Félibrige) (1977)
- Lauréat du prix Claude-Foussier de l'Académie des sports (1986), pour ses actions dans le sport, la protection de la nature et la qualité de vie
- Grand prix humanitaire de France (6 mars 2007)
- Membre du Club des Cent ([Quand ?])
- Membre associé de l'Académie des sciences d'outre-mer (2006)[72]
- Médaille Teddy Roosevelt de l'International Conservation Caucus Foundation (20 octobre 2009)
- Lauréat du prix Roger-Revelle de l'université de Californie (San Diego) (23 octobre 2009)
- Pièces commémoratives de 2 euros consacrées au 10e anniversaire du mariage entre le prince Albert II et la princesse Charlène, en 2011. 15 000 exemplaires sont disponibles[73].

### Filmographie
- Albert II de Monaco, le prince méconnu (2005) ; documentaire de 52 minutes sur Albert de Monaco intime ; réalisation et production : Thibaut Faucon ; entretiens : Thibaut Faucon ; commentaire : Régis Faucon ; distribution : System TV[74].

#### Bases de données et dictionnaires
- Ressources relatives au sport :   - CIO
  - Juwra
  - Olympedia
- Ressources relatives à la musique :   - Discogs
  - MusicBrainz
- Ressources relatives à l'audiovisuel :   - France 24
  - IMDb
- Notices dans des dictionnaires ou encyclopédies généralistes :   - Britannica
  - Brockhaus
  - Den Store Danske Encyklopædi
  - Enciclopedia De Agostini
  - Gran Enciclopèdia Catalana
  - Hrvatska Enciklopedija
  - Internetowa encyklopedia PWN
  - Nationalencyklopedin
  - Munzinger
  - Store norske leksikon
  - Treccani
  - Visuotinė lietuvių enciklopedija
- Notices d'autorité :   - VIAF
  - ISNI
  - BnF (données)
  - IdRef
  - LCCN
  - GND
  - Belgique
  - Israël
  - Tchéquie

#### Autres liens externes
- Site officiel de Monte-Carlo.
- Site officiel du Palais princier.
- Site officiel du gouvernement monégasque.
- Biographie officielle sur le site du palais princier.
- Albert II de Monaco (timbre) – site officiel de l'Office des émissions de timbres poste de Monaco.
- Albert II le prince méconnu (2005), documentaire de 52 minutes.
- Vie de Prince à Monaco : le défi monégasque, chronique de René Saens.
- Albert II : la revanche d'un timide, portrait de Loïc Torino-Gilles.